# David Benatar
Pour les articles homonymes, voir Benatar.
David Benatar, né le 8 décembre 1966, est un philosophe, universitaire et auteur sud-africain. 
Il est surtout connu pour son plaidoyer en faveur de l'antinatalisme dans son livre Better Never to Have Been : The Harm of Coming into Existence, dans lequel il soutient que le fait de venir à l'existence est un préjudice grave, quels que soient les sentiments de l'être existant une fois qu'il est venu à l'existence, et que, par conséquent, il est toujours moralement répréhensible de créer d'autres êtres sensibles.

## Carrière
Benatar est le fils de Solomon Benatar, un expert en santé mondiale qui a fondé le Centre de bioéthique de l'Université du Cap. Il a ensuite étudié à l'université du Cap, où il a obtenu une licence et un doctorat.
Benatar est professeur de philosophie et directeur du Centre de bioéthique de l'université du Cap. Il est membre du comité de rédaction du Journal of Controversial Ideas.

## Travail philosophique

### Asymétrie entre la douleur et le plaisir
Benatar soutient que le fait d'amener quelqu'un à l'existence génère à la fois de bonnes et de mauvaises expériences, de la douleur et du plaisir, alors que ne pas le faire ne génère ni douleur ni plaisir. L'absence de douleur est bonne, l'absence de plaisir n'est pas mauvaise. Par conséquent, le choix éthique penche en faveur de la non-création.

### L'évaluation peu fiable de la qualité de la vie par les humains
Benatar soulève la question de savoir si les êtres humains évaluent mal la qualité réelle de leur vie et cite trois phénomènes psychologiques qui, selon lui, en sont responsables :
- Tendance à l'optimisme ;
- Adaptation : nous nous adaptons à nos circonstances et, si elles se détériorent, notre sentiment de bien-être diminue en prévision de ces circonstances néfastes ;
- Comparaison : nous jugeons notre vie en la comparant à celle des autres, en ignorant les aspects négatifs qui affectent tout le monde pour nous concentrer sur des différences spécifiques.

### Discrimination sexuelle à l'encontre des hommes et des garçons
L'ouvrage de Benatar intitulé The Second Sexism : Discrimination Against Men and Boys (2012) examine diverses questions relatives à la misandrie et aux aspects négatifs de l'identité masculine imposés par la société, et à travers ce livre, il montre que "s'il est trop souvent difficile d'être une femme, il est aussi parfois difficile d'être un homme, et que toute incapacité à reconnaître cela risque de fausser ce qui devrait être l'objectif de chacun, à savoir la sympathie universelle ainsi que la justice sociale pour tous, quel que soit le sexe.

## Vie privée
Benatar est végétalien et a participé à des débats sur le véganisme, affirmant que les humains sont « responsables de la souffrance et de la mort de milliards d'autres humains et d'animaux non humains. Si un tel niveau de destruction était causé par une autre espèce, nous recommanderions rapidement que de nouveaux membres de cette espèce ne voient pas le jour ». Il a également affirmé que l'apparition de zoonoses, telles que la pandémie de Covid-19, est souvent le résultat de la façon dont les humains maltraitent les animaux.
Benatar est athée et a déclaré qu'il n'avait pas d'enfants.